# Федосеев, Александр Григорьевич
Александр Григорьевич Федосеев (1918, Новоникольское, Тульская губерния — неизвестно) — советский рабочий. Герой Социалистического Труда (1962).

## Биография
Александр Федосеев родился в 1918 году в селе Новоникольское Крапивенского уезда Тульской губернии (сейчас в Щёкинском районе Тульской области).
В 1937 году окончил школу ФЗУ. Работал слесарем по ремонту оборудования на Тульском оружейном заводе.
В 1939 году был призван на службу в Красную Армию. С 1942 года участвовал в Великой Отечественной войне. Был радиотелеграфистом взвода управления 3-го дивизиона 69-го гвардейского пушечно-артиллерийского полка, гвардии сержантом.
В 1944 году вернулся на Тульский оружейный завод, где стал работать по прежней специальности. С 1949 года возглавлял бригаду слесарей. В 1957 году ей было присвоено звание бригады коммунистического труда.
12 мая 1962 года закрытым Указом Президиума Верховного Совета СССР за высокие производственные достижения и большой вклад в дело развития отечественного оружейного производства удостоен звания Героя Социалистического Труда с вручением ордена Ленина и золотой медали «Серп и Молот».
В 1964 году стал мастером, а впоследствии начальником участка по ремонту промышленного оборудования ТОЗа. Позже был мастером производственного обучения в Тульском ремесленном училище № 1.
Был депутатом Тульского городского Совета народных депутатов.
Жил в Туле.
Дата смерти неизвестна.
Награждён орденом Отечественной войны 2-й степени (11 марта 1985), медалями, в том числе «За отвагу» (3 марта 1944), «За победу над Германией в Великой Отечественной войне 1941—1945 гг.» (9 мая 1945).